# راندي بارلو
راندي بارلو (بالإنجليزية: Randy Barlow)‏ هو كاتب أغاني أمريكي، ولد في 29 مارس 1943 في ديترويت في الولايات المتحدة.